# Космос-2102
Космос-2102 је један од преко 2400 совјетских вјештачких сателита лансираних у оквиру програма Космос.
Космос-2102 је лансиран са космодрома Плесецк, СССР, 16. октобра 1990. Ракета-носач Сојуз је поставила сателит у орбиту око планете Земље. Маса сателита при лансирању је износила 6200 килограма. Космос-2102 је био осматрачки сателит.